# 2024 год в шахматах

## Турниры

### Личные
| #  | Турнир                                     | Место                              | Дата                   | Участники | 1                     | 2                     | 3                                | Примечание |
| -- | ------------------------------------------ | ---------------------------------- | ---------------------- | --------- | --------------------- | --------------------- | -------------------------------- | ---------- |
| 1  | Tata Steel Masters 2024                    | Нидерланды, Вейк-ан-Зе             | 13 — 28 января         | 14 (10)   | Вэй И                 | Гукеш Доммараджу      | Аниш Гири, Нодирбек Абдусатторов |            |
| 2  | Chessable Masters 2024                     | Онлайн-турнир на сайте chess24.com | 2 — 7 февраля          | 8 (6)     | Магнус Карлсен        | Алиреза Фирузджа      | Денис Лазавик                    |            |
| 3  | Прага 2024                                 | Чехия, Прага                       | 27 февраля — 7 марта   | 7 (10)    | Нодирбек Абдусатторов | Тай Дай Ван Нгуен     | Пархам Магсудлу                  |            |
| 4  | Shenzhen Masters 2024                      | Китай, Шэньчжэнь                   | 29 февраля — 7 марта   | 8 (5)     | Бу Сянчжи             | Юй Янъи               | Арджун Эригайси                  |            |
| 5  | Аэрофлот Опен 2024                         | Россия, Москва                     | 2 — 8 марта            | 142 (3)   | Амин Табатабаи        | Андрей Есипенко       | Нодирбек Якуббоев                |            |
| 6  | Турнир претендентов 2024                   | Канада, Торонто                    | 3 апреля — 25 апреля   | 8         | Доммараджу Гукеш      | Хикару Накамура       | Ян Непомнящий                    |            |
| 7  | Турнир претенденток 2024                   | Канада, Торонто                    | 3 апреля — 25 апреля   | 8         | Тань Чжунъи           | Хампи Конеру          | Лэй Тинцзе                       |            |
| 8  | Дубай Опен                                 | Дубай                              | 25 мая — 2 июня        | 43        | Магомед Мурадлы       | Дай Чанжэнь           | Чжао Юаньхэ                      |            |
| 9  | Баку Опен                                  | Баку                               | 28 июня — 7 июля       | 126       | Сина Мовахед          | Абхиманью Пураник     | Адитья Миттал                    | [ 4 ]      |
| 10 | Командный чемпионат мира по рапиду и блицу | Астана                             | 2 — 5 августа          | 5         | Al-Ain ACMG UAE       | Decade China Team     | WR Chess Team                    |            |
| 11 | Мемориал Гашимова 2024                     | Шуша                               | 25 — 30 сентября       | 8         | Ян Непомнящий         | Нодирбек Абдусатторов | Шахрияр Мамедьяров               |            |
| 12 | Чемпионат Европы по шахматам               | Петровац-на-Мору                   | 7 — 20 ноября          | 388       | Александар Инджич     | Даниэль Дарда         | Фредерик Сване                   | [ 10 ]     |
| 13 | Матч за звание чемпиона мира               | Сингапур                           | 20 ноября — 15 декабря | 2         | Доммараджу Гукеш      | Дин Лижэнь            | —                                | [ 11 ]     |

### Национальные
| # | Турнир             | Место           | Дата                 | Участники | 1                       | 2                    | 3                | Примечание |
| - | ------------------ | --------------- | -------------------- | --------- | ----------------------- | -------------------- | ---------------- | ---------- |
| 1 | Чемпионат Румынии  | Румыния, Эфорие | 24 февраля — 2 марта | 69        | Мирча-Эмилиан Пырлиграс | Константин Лупулеску | Давид Гаврилеску |            |
| 1 | Кубок Америки 2024 | США, Сент-Луис  | 12 — 21 марта        | 8         | Левон Аронян            | Уэсли Со             | Рэй Робсон       |            |

## Трансферы
| Шахматист                        | Откуда             | Куда               |
| -------------------------------- | ------------------ | ------------------ |
| Михаил Антипов                   | Россия             | США                |
| Георгий Арзуманян                | Армения            | Австрия            |
| Максим Вавулин                   | Россия             | Германия           |
| Александр Гельман                | Россия             | Германия           |
| Кирил Георгиев                   | Северная Македония | Болгария           |
| Александр Делчев                 | Болгария           | Сербия             |
| Виталий Киселёв                  | Россия             | Аргентина          |
| Кевин Хоэль Кори Киспе           | Перу               | Мексика            |
| Егор Кривобородов                | Россия             | Германия           |
| Ирина Лымарь                     | Украина            | Россия             |
| Хосе Эдуардо Мартинес Алькантара | Перу               | Мексика            |
| Эльмира Мирзоева                 | Россия             | Англия             |
| Аркадий Найдич                   | Азербайджан        | Болгария           |
| Ли Мин Пен                       | Украина            | Швейцария          |
| Руслан Погорелов                 | Украина            | Испания            |
| Рихард Раппорт                   | Румыния            | Венгрия            |
| Евгений Романов                  | Норвегия           | Северная Македония |
| Чжоу Цзяньчао                    | Китай              | США                |

## Умерли
- Новак, Игнацы (12 января 1949 — 10 января 2024)
- Милованович, Раде (12 ноября 1954 — 3 февраля 2024)
- Ламас, Педро (16 июня 1941 — 13 февраля 2024)
- Крамер, Джордж (15 мая 1929 — 21 февраля 2024)
- Юст, Габриэль (28 сентября 1936 — 26 февраля 2024)
- Лейн, Лиза (25 апреля 1938 — 28 февраля 2024)
- Сорри, Кари Юхани (25 октября 1941 — 5 марта 2024)
- Матеуш, Мануэл Жозе (1966 — 5 марта 2024)
- Сере, Жан-Люк (4 сентября 1951 — 19 марта 2024)
- Раусис, Игорь (7 апреля 1961 — 28 марта 2024)[12]
- Двораковская, Иоанна (21 октября 1978 — 13 апреля 2024)
- Бистрич, Фарук (1 января 1958 — 29 апреля 2024)
- Петкевич, Юзеф (19 декабря 1940 — 1 мая 2024)
- Кёйперс, Франциск Антоний (27 февраля 1941 — 25 мая 2024)
- Геллер, Узи (27 января 1931 — 2 июня 2024)
- Бешуков, Сергей Асланович (1 апреля 1971 — 8 июня 2024)
- Рахман, Зиаур (1 мая 1974 — 5 июля 2024)
- Колбус, Дитмар (17 января 1966 — 20 июля 2024)
- Георгиев, Крум (24 мая 1958 — 31 июля 2024)
- Ионеску, Константин (12 сентября 1958 — 31 июля 2024)
- Дюкштейн, Андреас (2 августа 1927 — 28 августа 2024)
- Люцко, Игорь Сергеевич (6 апреля 1962 — 5 сентября 2024)
- Белицкий, Карлос (15 мая 1940 — 9 сентября 2024)
- Франко Окампос, Сенон (12 мая 1956 — 1 октября 2024)
- Каган, Шимон (6 апреля 1942 — 6 октября 2024)
- Мейерс, Виестур (5 декабря 1967 — 9 ноября 2024)
- Родригес, Орестес (4 июля 1943 — 17 ноября 2024)